# BH Tennis Open International Cup 2011
Il BH Tennis Open International Cup 2011 è stato un torneo professionistico di tennis che si è disputato su campi in terra rossa.  È stata la 20ª edizione del torneo che appartiene alla categoria ATP Challenger Tour nell'ambito dell'ATP Challenger Tour 2011. Gli incontri si sono svolti a Belo Horizonte, in Brasile dal 12 al 18 settembre 2011.

## Partecipanti

### Teste di serie
| Nazionalità | Giocatore              | Ranking* | Testa di serie |
| ----------- | ---------------------- | -------- | -------------- |
| Argentina   | Máximo González        | 109      | 1              |
| Brasile     | Rogério Dutra da Silva | 114      | 2              |
| Argentina   | Brian Dabul            | 157      | 3              |
| Brasile     | Júlio Silva            | 164      | 4              |
| Argentina   | Facundo Bagnis         | 171      | 5              |
| Argentina   | Eduardo Schwank        | 208      | 6              |
| Brasile     | Ricardo Hocevar        | 249      | 7              |
| Portogallo  | Gastão Elias           | 275      | 8              |

* Ranking al 29 agosto 2011.

### Altri partecipanti
Giocatori che hanno ricevuto una wild card:
- Richard Arlindo
- Gabriel Dias
- Thiago Monteiro
- Márcio Torres

Giocatori che sono passati dalle qualificazioni:
- Fabiano de Paula
- Martín Cuevas
- Kevin Konfederak
- Carlos Oliveira

## Campioni

### Singolare
Júlio Silva ha battuto in finale  Gastão Elias, 6–4, 6–4

### Doppio
Guido Andreozzi /  Eduardo Schwank hann battuto in finale  Ricardo Hocevar /  Christian Lindell, 6–2, 6–4